# Grammy Award du meilleur album de blues traditionnel
Le Grammy Award du meilleur album de blues traditionnel (Best Traditional Blues Album) est décerné depuis 1983. Il n'a pas été remis de 2012 à 2016, période pendant laquelle il a été fusionné avec le Grammy Award du meilleur album de blues contemporain dans un prix unique intitulé Grammy Award du meilleur album de blues.

## Palmarès
L'année indiquée est celle de la cérémonie de remise et concerne les œuvres publiées l'année précédente.
| Année     | Artiste | Œuvre | Nommés | Réf. |
| --------- | --- | --- | --- | --- |
| 2025      | The Taj Mahal Sextet | Swingin' Live at the Church in Tulsa                                                                                              | - Cedric Burnside - Hill Country Love - The Fabulous Thunderbirds - Struck Down - Sue Foley - One Guitar Woman - Little Feat - Sam's Place | [ 1 ] |
| 2024      | Bobby Rush | All My Love for You | - Eric Bibb - Ridin’ - Mr Sipp - The Soul Side of Sipp - Tracy Nelson - Life Don't Miss Nobody - John Primer - Teardrops For Magic Slim Live at Rosa's Lounge                                                                                                  | [ 2 ] |
| 2023      | Taj Mahal & Ry Cooder | Get On Board | - Gov't Mule – Heavy Load Blues - Buddy Guy – The Blues Don't Lie - John Mayall – The Sun Is Shining Down - Charlie Musselwhite – Mississippi Son | [ 3 ] |
| 2022      | Cedric Burnside | I Be Trying | - Elvin Bishop & Charlie Musselwhite - 100 Years of Blues - Blues Traveler - Traveler's Blues - Cedric Burnside - I Be Trying - Guy Davis - Be Ready When I Call You - Kim Wilson - Take Me Back                                                               | [ 5 ] |
| 2021      | Bobby Rush | Rawer Than Raw | - Frank Bey - All My Dues Are Paid - Don Bryant - You Make Me Feel - Robert Cray Band - That's What I Heard - Jimmy "Duck" Holmes - Cypress Grove | , |
| 2020      | Delbert McClinton & the Self-Made Men                                                                                             | Tall, Dark and Handsome (en) | - Christone "Kingfish" Ingram - Kingfish - Bobby Rush - Sitting on Top of the Blues - Jimmie Vaughan - Baby, Please Come Home - Jontavious Willis - Spectacular Class                                                                                          | |
| 2019      | Buddy Guy | The Blues Is Alive and Well (en)                                                                                                  | - Elvin Bishop's Big Fun Trio – Something Smells Funky 'Round Here - Cedric Burnside – Benton County Relic - Ben Harper & Charlie Musselwhite – No Mercy In This Land - Maria Muldaur – Don't You Feel My Leg (The Naughty Bawdy Blues of Blue Lu Barker (en)) | |
| 2018      | The Rolling Stones | Blue & Lonesome | - Eric Bibb – Migration Blues - Elvin Bishop's Big Fun Trio – Elvin Bishop's Big Fun Trio - R.L. Boyce (en) – Roll and Tumble - Guy Davis (en) & Fabrizio Poggi (en) – Sonny & Brownie's Last Train                                                            | |
| 2017      | Bobby Rush | Porcupine Meat (en) | - Lurrie Bell – Can't Shake This Feeling (en) - Joe Bonamassa – Live at the Greek Theatre (en) - Luther Dickinson (en) – Blues & Ballads (A Folksinger's Songbook: Volumes I & II) - Vasti Jackson (en) – The Soul of Jimmie Rodgers                           | |
| 2012-2016 | Fusionné avec le grammy Award du meilleur album de blues contemporain dans le prix unique Grammy Award du meilleur album de blues | Fusionné avec le grammy Award du meilleur album de blues contemporain dans le prix unique Grammy Award du meilleur album de blues | Fusionné avec le grammy Award du meilleur album de blues contemporain dans le prix unique Grammy Award du meilleur album de blues | Fusionné avec le grammy Award du meilleur album de blues contemporain dans le prix unique Grammy Award du meilleur album de blues |
| 2011      | Pinetop Perkins & Willie « Big Eyes » Smith (en)                                                                                  | Joined at the Hip | - James Cotton – Giant - Cyndi Lauper – Memphis Blues - Charlie Musselwhite – The Well - Jimmie Vaughan – Plays Blues, Ballads & Favorites | |
| 2010      | Ramblin' Jack Elliott | A Stranger Here | - The Mick Fleetwood Band avec Rick Vito (en) – Blue Again! (en) - John P. Hammond – Rough & Tough - Duke Robillard – Stomp! The Blues Tonight - Various Artists – Chicago Blues: A Living History                                                             | |
| 2009      | B. B. King | One Kind Favor | | |
| 2008      | Henry Townsend (en), Pinetop Perkins, Robert Lockwood, Jr. & David Honeyboy Edwards                                               | Last of the Great Mississippi Delta Bluesmen: Live In Dallas                                                                      | | |
| 2007      | Ike Turner | Risin' with the Blues | | |
| 2006      | B. B. King & Friends | 80 | | |
| 2005      | Etta James | Blues to the Bone | | |
| 2004      | Buddy Guy | Blues Singer | | |
| 2003      | Anthony Daigle, John Holbrock (ingénieurs du son) & B. B. King (producteur & artiste)                                             | A Christmas Celebration of Hope                                                                                                   | | |
| 2002      | John P. Hampton, Jared Tuten (ingénieurs du son) & Jimmie Vaughan (producteur & artiste)                                          | Do You Get the Blues? | | |
| 2001      | Simon Climie (producteur), Alan Douglas (ingénieur du son), Eric Clapton (producteur & artiste) & B. B. King                      | Riding with the King | | |
| 2000      | B. B. King | Blues on the Bayou | | |
| 1999      | Otis Rush | Any Place I'm Going | | |
| 1998      | John Lee Hooker | Don't Look Back | | |
| 1997      | James Cotton | Deep in the Blues | | |
| 1996      | John Lee Hooker | Chill Out | | |
| 1995      | Eric Clapton | From the Cradle | | |
| 1994      | B. B. King | Blues Summit | | |
| 1993      | Dr. John | Goin' Back to New Orleans | | |
| 1992      | B. B. King | Live at the Apollo | | |
| 1991      | B. B. King | Live at San Quentin | | |
| 1990      | Bonnie Raitt & John Lee Hooker | I'm In the Mood | | |
| 1989      | Willie Dixon | Hidden Charms | | |
| 1988      | Professor Longhair | Houseparty New Orleans Style | | |
| 1987      | Albert Collins, Johnny Copeland & Robert Cray                                                                                     | Showdown! | | |
| 1986      | B. B. King | My Guitar Sings the Blues | | |
| 1985      | Sugar Blue (en), John P. Hammond, J.B. Hutto, Luther Johnson Jr., Koko Taylor & Stevie Ray Vaughan                                | Blues Explosion | | |
| 1984      | B. B. King | Blues 'N' Jazz | | |
| 1983      | Clarence Gatemouth Brown | Alright Again | | |